# Mavi Bisiklet
Mavi Bisiklet ist ein Jugenddrama von Regisseur Ümit Köreken. Die deutsch-türkische Koproduktion beruht auf einem Drehbuch, das der Regisseur zusammen mit Nursen Çetin Köreken verfasst hat. Der Film feierte seine Premiere im Generation Wettbewerb der Internationalen Filmfestspiele Berlin und zeigt, wie ein zwölfjähriger Junge in der türkischen Provinz mit den ihm zur Verfügung stehenden Mitteln für Gerechtigkeit kämpft.

## Handlung
Der zwölfjährige Schuler Ali lebt mit seiner Mutter und seiner Schwester in einer türkischen Kleinstadt. Nach dem Unfalltod seines Vaters muss der Junge dabei helfen, die Mutter finanziell zu unterstützen und arbeitet so neben der Schule in einer Autowerkstatt. Das Trinkgeld, das er hin und wieder erhält, hebt er für seinen großen Traum auf: ein blaues Fahrrad. Aber sein Traum gerät ins Wanken, nachdem seine geheime Liebe ihre Stellung als Schulsprecherin an einen Jungen aus wohlhabendem Haus verliert. Zusammen mit seinem besten Freund ruft Ali eine Kampagne gegen diese Ungerechtigkeit ins Leben. Und das Geld, das er eigentlich für sein Fahrrad zurückgelegt hat, wird benutzt, um die Einwohner der Kleinstadt auf die Ungerechtigkeit hinzuweisen.

## Produktion
Der Film wurde von Eurimages gefördert und entstand durchgehend an Originalschauplätzen in der türkischen Provinz.

## Auszeichnungen
- 2016 Antalya Golden Orange Film Festival Winner

### Festivals (Auswahl)
- 2016 Internationale Filmfestspiele Berlin (Generation Wettbewerb)
- 2016 International Istanbul Film Festival
- 2016 Giffoni Film Festival
- 2016 Bogota Film Festival
- 2016 Mumbai International Film Festival